# 2013-as Tour de France
A 2013-as Tour de France a francia kerékpárverseny 100. kiírása. 2013. június 29-én kezdődött Korzika szigetén és július 21-én ért véget, hagyományosan a párizsi Champs-Élysées-n.
A centenáriumi verseny alkalmával érintették először Korzikát, mely az első 3 szakasz színhelye volt. Ezen alkalommal a versenyzők csak Franciaország területén versenyeztek 9 sík, 4 közepes hegyi, 5 hegyi szakasz, valamint 2 egyéni és egy csapatidőfutam keretében.
A hivatalos tájékoztatót 2012. október 24-én tartották.

## Részt vevő csapatok
| - Amerikai Egyesült Államok BMC Racing Team (BMC) Team Garmin–Sharp (GRS) - Ausztrália Orica–GreenEDGE (OGE) - Belgium Lotto–Belisol (LTB) Omega Pharma–Quick Step (OPQ) - Dánia Team Saxo–Tinkoff (TST) - Egyesült Királyság Sky Procycling (SKY) - Franciaország AG2R La Mondiale (ALM) Cofidis, Solutions Credits (COF)* fdj.fr (FDJ) Sojasun (SOJ)* Team Europcar (EUC)* | - Hollandia Belkin Pro Cycling (BEL) Team Argos–Shimano (ARG) Vacansoleil–DCM (VCD) - Kazahsztán Astana Pro Team (AST) - Luxemburg RadioShack–Leopard (RLT) - Olaszország Cannondale (CAN) Lampre–Merida (LAM) - Oroszország Katyusa Team (KAT) - Spanyolország Euskaltel–Euskadi (EUS) Movistar Team (MOV) |

* Szabadkártyával vesz részt

## Szakaszok
| Szakasz | Időpont               | Végpontok                 | Végpontok              | Hossz     |                       | Jelleg                | Szakaszgyőztes          |
| Szakasz | Időpont               | Rajt                      | Cél                    | Hossz     |                       | Jelleg                | Szakaszgyőztes          |
| ------- | --------------------- | ------------------------- | ---------------------- | --------- | --------------------- | --------------------- | ----------------------- |
| 1.      | június 29., szombat   | Porto-Vecchio             | Bastia                 | 213 km    | sík szakasz           | sík szakasz           | Marcel Kittel (GER)     |
| 2.      | június 30., vasárnap  | Bastia                    | Ajaccio                | 156 km    | közepes hegyi szakasz | közepes hegyi szakasz | Jan Bakelants (BEL)     |
| 3.      | július 1., hétfő      | Ajaccio                   | Calvi                  | 145,5 km  | közepes hegyi szakasz | közepes hegyi szakasz | Simon Gerrans (AUS)     |
| 4.      | július 2., kedd       | Nice                      | Nice                   | 25 km     | csapatidőfutam        | csapatidőfutam        | Orica–GreenEDGE         |
| 5.      | július 3., szerda     | Cagnes-sur-Mer            | Marseille              | 228,5 km  | sík szakasz           | sík szakasz           | Mark Cavendish (GBR)    |
| 6.      | július 4., csütörtök  | Aix-en-Provence           | Montpellier            | 176,5 km  | sík szakasz           | sík szakasz           | André Greipel (GER)     |
| 7.      | július 5., péntek     | Montpellier               | Albi                   | 205,5 km  | közepes hegyi szakasz | közepes hegyi szakasz | Peter Sagan (SVK)       |
| 8.      | július 6., szombat    | Castres                   | Ax 3 Domaines          | 195 km    | hegyi szakasz         | hegyi szakasz         | Chris Froome (GBR)      |
| 9.      | július 7., vasárnap   | Saint-Girons              | Bagnères-de-Bigorre    | 168,5 km  | hegyi szakasz         | hegyi szakasz         | Daniel Martin (IRL)     |
|         | július 8., hétfő      | Saint-Nazaire             | Saint-Nazaire          | pihenőnap | pihenőnap             | pihenőnap             | pihenőnap               |
| 10.     | július 9., kedd       | Saint-Gildas-des-Bois     | Saint-Malo             | 197 km    | sík szakasz           | sík szakasz           | Marcel Kittel (GER)     |
| 11.     | július 10., szerda    | Avranches                 | Mont-Saint-Michel      | 33 km     | egyéni időfutam       | egyéni időfutam       | Tony Martin (GER)       |
| 12.     | július 11., csütörtök | Fougères                  | Tours                  | 218 km    | sík szakasz           | sík szakasz           | Marcel Kittel (GER)     |
| 13.     | július 12., péntek    | Tours                     | Saint-Amand-Montrond   | 173 km    | sík szakasz           | sík szakasz           | Mark Cavendish (GBR)    |
| 14.     | július 13., szombat   | Saint-Pourçain-sur-Sioule | Lyon                   | 191 km    | sík szakasz           | sík szakasz           | Matteo Trentin (ITA)    |
| 15.     | július 14., vasárnap  | Givors                    | Mount Ventoux          | 242,5 km  | hegyi szakasz         | hegyi szakasz         | Chris Froome (GBR)      |
|         | július 15., hétfő     | Vaucluse                  | Vaucluse               | pihenőnap | pihenőnap             | pihenőnap             | pihenőnap               |
| 16.     | július 16., kedd      | Vaison-la-Romaine         | Gap                    | 168 km    | közepes hegyi szakasz | közepes hegyi szakasz | Rui Costa (POR)         |
| 17.     | július 17., szerda    | Embrun                    | Chorges                | 32 km     | egyéni időfutam       | egyéni időfutam       | Chris Froome (GBR)      |
| 18.     | július 18., csütörtök | Gap                       | Alpe d’Huez            | 172,5 km  | hegyi szakasz         | hegyi szakasz         | Christophe Riblon (FRA) |
| 19.     | július 19., péntek    | Bourg d'Oisans            | Le Grand-Bornand       | 204,5 km  | hegyi szakasz         | hegyi szakasz         | Rui Costa (POR)         |
| 20.     | július 20., szombat   | Annecy                    | Annecy                 | 125 km    | közepes hegyi szakasz | közepes hegyi szakasz | Nairo Quintana (COL)    |
| 21.     | július 21., vasárnap  | Versailles                | Párizs, Champs-Élysées | 133,5 km  | sík szakasz           | sík szakasz           | Marcel Kittel (GER)     |

## Összegzés
| Szakasz (győztes)                  | Összetett verseny Maillot jaune | Pontverseny Maillot vert | Hegyi pontverseny Maillot à pois rouges | Fiatalok versenye Maillot blanc | Csapatverseny Classement par équipe | Legaktívabb versenyző Prix de combativité |
| ---------------------------------- | ------------------------------- | ------------------------ | --------------------------------------- | ------------------------------- | ----------------------------------- | ----------------------------------------- |
| 1. szakasz (Marcel Kittel)         | Marcel Kittel                   | Marcel Kittel            | Juan José Lobato                        | Marcel Kittel                   | Vacansoleil–DCM                     | Jérôme Cousin                             |
| 2. szakasz (Jan Bakelants)         | Jan Bakelants                   | Marcel Kittel            | Pierre Rolland                          | Michał Kwiatkowski              | RadioShack–Leopard                  | Blel Kadri                                |
| 3. szakasz (Simon Gerrans)         | Jan Bakelants                   | Peter Sagan              | Pierre Rolland                          | Michał Kwiatkowski              | RadioShack–Leopard                  | Simon Clarke                              |
| 4. szakasz (TTT) (Orica–GreenEDGE) | Simon Gerrans                   | Peter Sagan              | Pierre Rolland                          | Michał Kwiatkowski              | Orica–GreenEDGE                     | nem osztanak                              |
| 5. szakasz (Mark Cavendish)        | Simon Gerrans                   | Peter Sagan              | Pierre Rolland                          | Michał Kwiatkowski              | Orica–GreenEDGE                     | Thomas De Gendt                           |
| 6. szakasz (André Greipel)         | Daryl Impey                     | Peter Sagan              | Pierre Rolland                          | Michał Kwiatkowski              | Orica–GreenEDGE                     | André Greipel                             |
| 7. szakasz (Peter Sagan)           | Daryl Impey                     | Peter Sagan              | Blel Kadri                              | Michał Kwiatkowski              | Orica–GreenEDGE                     | Jan Bakelants                             |
| 8. szakasz (Chris Froome)          | Chris Froome                    | Peter Sagan              | Chris Froome                            | Nairo Quintana                  | Movistar Team                       | Nairo Quintana                            |
| 9. szakasz (Daniel Martin)         | Chris Froome                    | Peter Sagan              | Pierre Rolland                          | Nairo Quintana                  | Movistar Team                       | Romain Bardet                             |
| 10. szakasz (Marcel Kittel)        | Chris Froome                    | Peter Sagan              | Pierre Rolland                          | Nairo Quintana                  | Movistar Team                       | Jérôme Cousin                             |
| 11. szakasz (ITT) (Tony Martin)    | Chris Froome                    | Peter Sagan              | Pierre Rolland                          | Michał Kwiatkowski              | Movistar Team                       | nem osztanak                              |
| 12. szakasz (Marcel Kittel)        | Chris Froome                    | Peter Sagan              | Pierre Rolland                          | Michał Kwiatkowski              | Movistar Team                       | Juan Antonio Flecha                       |
| 13. szakasz (Mark Cavendish)       | Chris Froome                    | Peter Sagan              | Pierre Rolland                          | Michał Kwiatkowski              | Team Saxo–Tinkoff                   | Mark Cavendish                            |
| 14. szakasz (Matteo Trentin)       | Chris Froome                    | Peter Sagan              | Pierre Rolland                          | Michał Kwiatkowski              | Team Saxo–Tinkoff                   | Julien Simon                              |
| 15. szakasz (Chris Froome)         | Chris Froome                    | Peter Sagan              | Chris Froome                            | Nairo Quintana                  | Team Saxo–Tinkoff                   | Sylvain Chavanel                          |
| 16. szakasz (Rui Costa)            | Chris Froome                    | Peter Sagan              | Chris Froome                            | Nairo Quintana                  | RadioShack–Leopard                  | Rui Costa                                 |
| 17. szakasz (ITT) (Chris Froome)   | Chris Froome                    | Peter Sagan              | Chris Froome                            | Nairo Quintana                  | Team Saxo–Tinkoff                   | nem osztanak                              |
| 18. szakasz (Christophe Riblon)    | Chris Froome                    | Peter Sagan              | Chris Froome                            | Nairo Quintana                  | Team Saxo–Tinkoff                   | Christophe Riblon                         |
| 19. szakasz (Rui Costa)            | Chris Froome                    | Peter Sagan              | Chris Froome                            | Nairo Quintana                  | Team Saxo–Tinkoff                   | Pierre Rolland                            |
| 20. szakasz (Nairo Quintana)       | Chris Froome                    | Peter Sagan              | Nairo Quintana                          | Nairo Quintana                  | Team Saxo–Tinkoff                   | Jens Voigt                                |
| 21. szakasz (Marcel Kittel)        | Chris Froome                    | Peter Sagan              | Nairo Quintana                          | Nairo Quintana                  | Team Saxo–Tinkoff                   | nem osztanak                              |
| Végeredmény                        | Chris Froome                    | Peter Sagan              | Nairo Quintana                          | Nairo Quintana                  | Team Saxo–Tinkoff                   | Christophe Riblon                         |

## Végeredmény

### Összetett verseny
| #   | Versenyző          | Csapat                           | Idő         |
| --- | ------------------ | -------------------------------- | ----------- |
| 1.  | Chris Froome       | Sky Procycling (SKY)             | 83h 56' 40" |
| 2.  | Nairo Quintana     | Movistar Team (MOV)              | + 4' 20"    |
| 3.  | Joaquim Rodríguez  | Katyusa (KAT)                    | + 5' 04"    |
| 4.  | Alberto Contador   | Team Saxo–Tinkoff (TST)          | + 6' 27"    |
| 5.  | Roman Kreuziger    | Team Saxo–Tinkoff (TST)          | + 7' 27"    |
| 6.  | Bauke Mollema      | Belkin Pro Cycling (BEL)         | + 11' 42"   |
| 7.  | Jakob Fuglsang     | Astana Pro Team (AST)            | + 12' 17"   |
| 8.  | Alejandro Valverde | Movistar Team (MOV)              | + 15' 26"   |
| 9.  | Dani Navarro       | Cofidis, Solutions Credtis (COF) | + 15' 52"   |
| 10. | Andrew Talansky    | Lotto–Belisol (LTB)              | + 17' 39"   |
| 11. | Michał Kwiatkowski | Omega Pharma–Quick Step (OPQ)    | + 18' 59"   |
| 12. | Mikel Nieve        | Euskaltel–Euskadi (EUS)          | + 20' 01"   |
| 13. | Laurens ten Dam    | Belkin Pro Cycling (BEL)         | + 21' 39"   |
| 14. | Maxime Monfort     | RadioShack–Leopard (RLT)         | + 23' 38"   |
| 15. | Romain Bardet      | AG2R La Mondiale (ALM)           | + 26' 42"   |
| 16. | Michael Rogers     | Team Saxo–Tinkoff (TST)          | + 26' 51"   |
| 17. | Dani Moreno        | Katyusa (KAT)                    | + 32' 34"   |
| 18. | Jan Bakelants      | RadioShack–Leopard (RSL)         | + 35' 51"   |
| 19. | Richie Porte       | Sky Procycling (SKY)             | + 39' 41"   |
| 20. | Andy Schleck       | RadioShack–Leopard (RLT)         | + 41' 46"   |

### Pontverseny
| #   | Versenyző           | Csapat                        | Pont     |
| --- | ------------------- | ----------------------------- | -------- |
| 1.  | Peter Sagan         | Cannondale (CAN)              | 409 pont |
| 2.  | Mark Cavendish      | Omega Pharma–Quick Step (OPQ) | 312 pont |
| 3.  | André Greipel       | Lotto–Belisol (LTB)           | 267 pont |
| 4.  | Marcel Kittel       | Team Argos–Shimano (ARG)      | 222 pont |
| 5.  | Alexander Kristoff  | Katyusa (KAT)                 | 167 pont |
| 6.  | Juan Antonio Flecha | Vacansoleil–DCM (VCD)         | 163 pont |
| 7.  | José Joaquín Rojas  | Movistar Team (MOV)           | 156 pont |
| 8.  | Michał Kwiatkowski  | Omega Pharma–Quick Step (OPQ) | 110 pont |
| 9.  | Chris Froome        | Sky Procycling (SKY)          | 107 pont |
| 10. | Christophe Riblon   | AG2R La Mondiale (ALM)        | 104 pont |

### Hegyi pontverseny
| #   | Versenyző          | Csapat                  | Pont     |
| --- | ------------------ | ----------------------- | -------- |
| 1.  | Nairo Quintana     | Movistar Team (MOV)     | 147 pont |
| 2.  | Chris Froome       | Sky Procycling (SKY)    | 136 pont |
| 3.  | Pierre Rolland     | Team Europcar (EUC)     | 117 pont |
| 4.  | Joaquim Rodríguez  | Katyusa (KAT)           | 99 pont  |
| 5.  | Christophe Riblon  | AG2R La Mondiale (ALM)  | 98 pont  |
| 6.  | Mikel Nieve        | Euskaltel–Euskadi (EUS) | 98 pont  |
| 7.  | Moreno Moser       | Cannondale (CAN)        | 72 pont  |
| 8.  | Richie Porte       | Sky Procycling (SKY)    | 72 pont  |
| 9.  | Ryder Hesjedal     | Garmin–Sharp (GRS)      | 64 pont  |
| 10. | Tejay van Garderen | BMC Racing Team (BMC)   | 63 pont  |

### Fiatalok versenye
| #   | Versenyző          | Csapat                        | Idő          |
| --- | ------------------ | ----------------------------- | ------------ |
| 1.  | Nairo Quintana     | Movistar Team (MOV)           | 84h 01' 00"  |
| 2.  | Andrew Talansky    | Garmin-Sharp (GRS)            | + 13' 19"    |
| 3.  | Michał Kwiatkowski | Omega Pharma–Quick Step (OPQ) | + 14' 39"    |
| 4.  | Romain Bardet      | AG2R La Mondiale (ALM)        | + 22' 22"    |
| 5.  | Tom Dumoulin       | Team Argos–Shimano (ARG)      | + 1h 30' 10" |
| 6.  | Alexandre Geniez   | fdj.fr (FDJ)                  | + 1h 33' 46" |
| 7.  | Tejay van Garderen | BMC Racing Team (BMC)         | + 1h 34' 37" |
| 8.  | Alexis Vuillermoz  | Sojasun (SOJ)                 | + 1h 35' 45" |
| 9.  | Tony Gallopin      | RadioShack–Leopard (RLT)      | + 1h 58' 39" |
| 10. | Arthur Vichot      | fdj.fr (FDJ)                  | + 2h 10' 46" |

### Csapatverseny
| #   | Csapat                           | Idő          |
| --- | -------------------------------- | ------------ |
| 1.  | Team Saxo–Tinkoff (TST)          | 251h 11' 07" |
| 2.  | AG2R La Mondiale (ALM)           | + 8' 28"     |
| 3.  | RadioShack–Leopard (RLT)         | + 9' 02"     |
| 4.  | Movistar Team (MOV)              | + 22' 49"    |
| 5.  | Belkin Pro Cycling (BEL)         | + 38' 30"    |
| 6.  | Katyusa (KAT)                    | + 1h 03' 48" |
| 7.  | Euskaltel–Euskadi (EUS)          | + 1h 30' 34" |
| 8.  | Omega Pharma–Quick Step (OPQ)    | + 1h 50' 25" |
| 9.  | Sky Procycling (SKY)             | + 1h 56' 42" |
| 10. | Cofidis, Solutions Credits (COF) | + 2h 07' 11" |

## Statisztika
Egyéni szakaszgyőzelmek országonként
| Ország             | Győzelmek száma | Győztesek (győzelmeik száma)                          |
| ------------------ | --------------- | ----------------------------------------------------- |
| Németország        | 6               | Marcel Kittel (4), André Greipel (1), Tony Martin (1) |
| Egyesült Királyság | 5               | Chris Froome (3), Mark Cavendish (2)                  |
| Portugália         | 2               | Rui Costa (2)                                         |
| Ausztrália         | 1               | Simon Gerrans (1)                                     |
| Belgium            | 1               | Jan Bakelants (1)                                     |
| Franciaország      | 1               | Christophe Riblon (1)                                 |
| Írország           | 1               | Daniel Martin (1)                                     |
| Kolumbia           | 1               | Nairo Quintana (1)                                    |
| Olaszország        | 1               | Matteo Trentin (1)                                    |
| Szlovákia          | 1               | Peter Sagan (1)                                       |

Egyéni szakaszgyőzelmek csapatonként
| Csapat                        | Győzelmek száma | Győztesek (győzelmeik száma)                            |
| ----------------------------- | --------------- | ------------------------------------------------------- |
| Omega Pharma–Quick Step (OPQ) | 4               | Mark Cavendish (2), Tony Martin (1), Matteo Trentin (1) |
| Team Argos–Shimano (ARG)      | 4               | Marcel Kittel (4)                                       |
| Movistar Team (MOV)           | 3               | Rui Costa (2), Nairo Quintana (1)                       |
| Sky Procycling (SKY)          | 3               | Chris Froome (3)                                        |
| AG2R La Mondiale (ALM)        | 1               | Christophe Riblon (1)                                   |
| Cannondale (CAN)              | 1               | Peter Sagan (1)                                         |
| Garmin–Sharp (GRS)            | 1               | Daniel Martin (1)                                       |
| Lotto–Belisol (LTB)           | 1               | André Greipel (1)                                       |
| Orica–GreenEDGE (OGE)         | 1               | Simon Gerrans (1)                                       |
| RadioShack–Leopard (RLT)      | 1               | Jan Bakelants (1)                                       |

## Külső hivatkozások
- Hivatalos honlap